# Couches (blockchain)
 (août 2023).
Sa qualité peut être largement améliorée en utilisant un vocabulaire plus directement compréhensible.
Les couches de blockchain désignent l'architecture en couches des blockchains comme Bitcoin ou Ethereum. On distingue la couche principale appelée « première couche », qui correspond à la blockchain d'origine, et les « couches secondaires », qui sont des réseaux annexes permettant d'étendre les capacités de la couche principale. Les blockchains de troisième couche fournissent l'interface utilisateur des blockchains sous-jacentes.

## Première couche (Layer 1)
Les blockchains de première couche traitent elles-mêmes les transactions qui sont réalisées sur leur propre réseau, en les vérifiant et en les validant. Elles constituent la base sécurisée d'une blockchain, avec un nombre limité de transactions par seconde en raison de contraintes structurelles liées à la taille des blocs et au consensus décentralisé. Par exemple, Bitcoin ne peut traiter qu'environ 7 transactions par seconde car la taille de ses blocs est limitée à 1 mégaoctet et un nouveau bloc est créé toutes les 10 minutes en moyenne. Ethereum peut traiter une trentaine de transactions par seconde avec des blocs créés toutes les 13 secondes.
Les layer 1 s'appuient sur une couche 0, qui fournit les infrastructures de base comme l'internet, les serveurs, les nœuds validateurs. Elles fonctionnent de manière autonome avec leur propre mécanisme de consensus (preuve de travail, preuve d'enjeu, etc) et leur jeton natif.
Les layer 1 font face à un « trilemme » entre sécurité, décentralisation et scalabilité. Par exemple, Ethereum souffre d'un manque de scalabilité se traduisant par des frais élevés et des temps de validation longs.

### Exemples
Les principales blockchains de layer 1 sont :
- Bitcoin
- Ethereum
- BNB Smart Chain
- Solana
- Cardano
- Ripple
- Dogecoin
- Cosmos Hub
- Tezos

## Seconde couche (Layer 2)
Les blockchains de seconde couche sont des réseaux secondaires annexés à la chaîne principale. Les secondes couches agissent comme des surcouches annexées à une blockchain de première couche existante, afin d'en optimiser les performances. Ils permettent d'effectuer un grand nombre de transactions hors chaîne (off-chain), qui sont ensuite validées par lots sur la chaîne principale de layer 1. Cela permet de décharger le réseau principal tout en bénéficiant de sa sécurité et de son immuabilité.
Certaines blockchain de seconde couche ont leur propre jeton natif (comme Loopring avec le LRC) tandis que d'autres utilisent le même jeton de première couche (comme Arbitrum avec l'Ether).
Les secondes couches hébergent également des applications décentralisées (dApps) qui bénéficient de leur capacité élevée en transactions et de leurs faibles frais d'utilisation. On y trouve des jeux vidéo, du trading décentralisé, des services de finance décentralisée, etc.

### Exemples
Sur Bitcoin : 
- Lightning Network
- Stacks
- Omni

Sur Ethereum :
- Polygon
- Loopring
- Arbitrum
- Optimism

Sur Tezos :
- Rollups[4]

## Troisième couche (Layer 3)
Les blockchains de troisième couche fournissent l'interface utilisateur des blockchains sous-jacentes. Elles permettent d'utiliser des applications décentralisées (dApps) sans coder directement sur la blockchain. Le layer 3 fonctionne via des smart contracts et assure des fonctionnalités inter-chaînes.

### Exemples
- Uniswap
- Aave